# مينو هيركس
مينو هيركس (بالهولندية: Menno Heerkes)‏ (22 يوليو 1993 بهاردنبيرخ في هولندا - ) هو لاعب كرة قدم هولندي في مركز الوسط.

## روابط خارجية
- مينو هيركس على موقع قاعدة بيانات كرة القدم.إي يو (الإنجليزية)
- مينو هيركس على موقع بيانات كرة القدم. دي إي (الألمانية)
- مينو هيركس على موقع Soccerway.com (الإنجليزية)
- مينو هيركس على موقع عالم كرة القدم.نت (الإنجليزية)